# أحمد طافش (كيميائي)
احمد طافش، (بالإنجليزية: Ahmed Tafesh)، هو كيميائي فلسطيني من مواطني إسرائيل العرب، ولد في مدينة عكا عام 1957، باحث مختص في الكيمياء الحيوية والتكنولوجيا الخضراء، باحث ومبتكر حاصل على الدكتوراه من جامعة يوتا الأمريكية، ويعتبر أكثر فلسطيني يحمل براءات اختراع حيث وصل عدد براءاته إلى 41.

## نشأته ودراسته
ولد ونشأ في البلدة القديمة في مدينة عكا، وهو الأخ الأكبر بين اخوته الأربعة، تلقى تعليمه الابتدائي في مدرسة تيرسانطة، ثم انتقل للدراسة الثانوية في مدرسة «الريئالي» في حيفا، الا انه لم ينجح بالتخرج، فقرر التوجه لمتابعة دراسته من جديد في الولايات المتحدة الامريكية.
```
في العام 1977 بدأ الدراسة في جامعة مارسيد 
بكاليفورنيا
، في هذه المرحلة لجأ للعمل كعامل حفريات لتغطية نفقات دراسته، إلى ان تم تعيينه مساعد في المختبرات الكيميائية في الكلية، وبعد حصوله على درجة Associated degree التحق بجامعة
 
بورتلاند
 ستيت يونيڤرستي، بمنحة دراسية وواصل العمل في أحد مختبراتها الكيميائية، أنهى اللقب الأول (BSc.) بتفوق، ومن ثم حصل على اللقب الثاني (MS.) في 
الكيمياء
، في جامعة 
أوريغون
 ستيت يونيڤرستي، وفي العام 1989 انهى اللقب الثالث (Ph.D.) بامتياز من 
جامعة يوتا
 في ولاية يوتا الأمريكية.
```

## سيرته المهنية
التحق بمركز الأبحاث في فرع شركة هوكست الألمانية، في ولاية تكساس، بعد رسالة الدكتوراه، حيث تخصص في مجال التركيبات الكيماوية وتحضير إنتاج المراحل المعقدة، أنجز خلال 4 سنوات 9 ابتكارات وسجل فيها 12 براءة اختراعات.
بعيد انتقاله للسكن في ولاية تكساس بمدينة كوربوس كريستي، عمل على إقامة مؤسسة ترعى شؤون المسلمين، وفي مرحلة لاحقة عين رئيس الجالية لرعاية شؤون المسلمين في مدينة كوربوس كريستي.
انتقل في العام 1994 لمركز شركة هوكست الأم في ألمانيا، والتحق بمركز الابحاث حيث تحول بحثه العلمي من مجال السنتيزاه (عملية تصنيع مادة كيميائية، أو التخليق الكيميائي)، إلى مجال المحفزات التي تعمل على تقليل إنتاج مواد جانبية، وتحويل التكنولوجيا لتكون أكثر ودًّا للبيئة، وفي غضون سنتين تمكن من تسجيل 8 براءات اختراع لشركة هوكست بألمانيا في مجال تخصصه الجديد.
بين العام 1997 و 2000 عمل في شركة كيميائية إسرائيلية، ثم انتقل بعدها لإدارة قسم الإبداع والتطوير بمجال الأنتي ميكروباكتريال في شركة لونزا السويسرية، بمركز الأبحاث التابع لها في ولاية نيوجيرسي بالولايات المتحدة. خلال عمله في شركة لونزا سجل 7 براءات اختراع خلال ثلاث سنوات.
بين العام 2000 إلى العام 2010 عمل في عدة شركات تكنولوجية وبيو كيميائية، في إسرائيل والولايات المتحدة وسجل عدد من براءات الاختراع. يشغل منذ العام 2010 وظيفة المدير التكنولوجي ومدير التطوير التجاري، في شركة ترانس بيوديزل التي أسسها العالم صبحي بشير ومقرها في إسرائيل والتي تعمل على إنتاج بدائل الطاقة الخضراء.